# Sensillonychiurus
Genre
Sensillonychiurus est un genre de collemboles de la famille des Onychiuridae.

## Distribution
Les espèces de ce genre se rencontrent en zone holarctique.

## Liste des espèces
Selon Checklist of the Collembola of the World (version du 1er octobre 2019) :
- Sensillonychiurus amuricus Babenko, Chimitova & Stebaeva, 2011
- Sensillonychiurus changchunensis Sun & Wu, 2012
- Sensillonychiurus eisi (Rusek, 1976)
- Sensillonychiurus geminus Pomorski & Sveenkova, 2006
- Sensillonychiurus minusculus Pomorski & Sveenkova, 2006
- Sensillonychiurus mirus Babenko, Chimitova & Stebaeva, 2011
- Sensillonychiurus pseudoreductus Sun & Wu, 2012
- Sensillonychiurus reductus Sun & Wu, 2012
- Sensillonychiurus taimyrensis Babenko, Chimitova & Stebaeva, 2011
- Sensillonychiurus vegae Babenko, Chimitova & Stebaeva, 2011
- Sensillonychiurus virginis Pomorski & Sveenkova, 2006
- Sensillonychiurus vitimicus Babenko, Chimitova & Stebaeva, 2011

## Publication originale
- Pomorski & Sveenkova, 2006 : New genus with three new species of Thalassaphorurini (Collembola: Onychiuridae) from Russian Far East. Insect Systematics & Evolution, vol. 37, no 2, p. 191-196.